# Hollywood Revyen
Hollywood Revyen (originaltitel: The Hollywood Revue of 1929) er en amerikansk musicalkomediefilm udgivet af Metro-Goldwyn-Mayer. Det var studiets anden spillefilmsmusical og en af deres tidligste tonefilm. Filmen
blev produceret af Harry Rapf og Irving Thalberg og instrueret af Charles Reisner. Filmen havde næsten alle MGMs stjerner på rollelisten og var en to timer lang revy der indeholdt tre segmenter i Technicolor. Filmen blev nomineret til en Oscar for bedste film ved den anden oscaruddeling i 1930.

## Eksterne Henvisninger
- Hollywood Revyen på Internet Movie Database (engelsk)
- Hollywood Revyen i Svensk Filmdatabas (svensk)
- Hollywood Revyen på AlloCiné (fransk)
- Hollywood Revyen på AllMovie (engelsk)
- Hollywood Revyen hos American Film Institute (engelsk)
- Hollywood Revyen på Turner Classic Movies (engelsk)
- Hollywood Revyen på The Movie Database (engelsk)
- Hollywood Revyen på Rotten Tomatoes (engelsk)
- Hollywood Revyen på Filmaffinity (engelsk)